# Антоновський Іван Іванович
Іва́н Іва́нович Антонóвський (1893, Журавка — 1958, Київ) — український диригент і бандурист.

## Біографічні дані
Народився у 1893 році в селі Журавці (нині Городищенського району Черкаської області). Працював у різних оркестрах, грав на кількох інструментах. Від 1938 року та в 1946—1947 роках працював у Державній капелі бандуристів спершу як цимбаліст, згодом — диригент.
У 1945—1946 роках очолював оркестрову групу Державного українського народного хору (нині імені Григорія Верьовки), до складу оркестру якого ввів бандури, альти, баси та контрабаси.
Помер у 1958 році.

## Творчість
- Обробка народних пісень (віночок «Сонце низенько», «Ой там коло млина», дует з хором «Місяць на небі», «Гречаники»).
- Аранжування різних творів для капели бандуристів.